# Cahiers du cinéma
Cahiers du cinéma (Sešity o filmu) je vlivný francouzský časopis zabývající se filmovou kritikou a teorií. Byl založen roku 1951, prvními šéfredaktory byli André Bazin a Jacques Doniol-Valcroze. Na konci 50. let zde působili Jean-Luc Godard, François Truffaut, Éric Rohmer, Claude Chabrol a Jacques Rivette, z nichž se později zformovala část Francouzské nové vlny.
Vychází jednou měsíčně, jeho ISSN je 0008-011X. Náklad se pohybuje okolo 25 000 výtisků. Vydavatelem byla tisková skupina Le Monde, od roku 2009 časopis patří britské firmě Phaidon Press. Téhož roku se stal šéfredaktorem Stéphane Delorme. Redakce sídlí na rue Claude Tillier v pařížské Quartier de Picpus.